# Júdži Kišioku
Júdži Kišioku (* 2. dubna 1954) je bývalý japonský fotbalista.

## Klubová kariéra
Hrával za Nippon Steel.

## Reprezentační kariéra
Júdži Kišioku odehrál za japonský národní tým v letech 1979-1980 celkem 10 reprezentačních utkání.

## Statistiky
| Japonsko | Japonsko | Japonsko |
| Roky     | Záp.     | Góly     |
| -------- | -------- | -------- |
| 1979     | 5        | 0        |
| 1980     | 5        | 2        |
| Celkem   | 10       | 2        |